# أولانتايتامبو
أولانتايتامبو (بالكتشوا: Ullantaytampu)‏ هي مدينة وموقع إنكا الأثري في جنوب بيرو على بعد 72 كم (45 ميل) عن طريق البر شمال غرب مدينة كوسكو. تقع على ارتفاع 2.792 متر (9،160 قدمًا) فوق مستوى سطح البحر في منطقة أولانتايتامبو، مقاطعة أوروبامبا، منطقة كوسكو. خلال إمبراطورية الإنكا، كانت أولانتايتامبو تحت سيطرة الإمبراطور باتشاكوتي، الذي غزا المنطقة،:73 وبنى المدينة ومركزًا احتفاليًا. في وقت الغزو الإسباني لبيرو، كانت بمثابة معقل لمانكو إنكا يوبانكي، زعيم مقاومة الإنكا. في الوقت الحاضر، تقع في ما يسمى بالوادي المقدس للإنكا، وهي معلم سياحي مهم بسبب أطلال الإنكا وموقعها في طريقها إلى واحدة من أكثر نقاط البداية شيوعًا لممارسة رياضة المشي لمسافات طويلة لمدة أربعة أيام، طريق الثلاث ليال المعروف بطريق الإنكا إلى ماتشو بيتشو.

## التاريخ

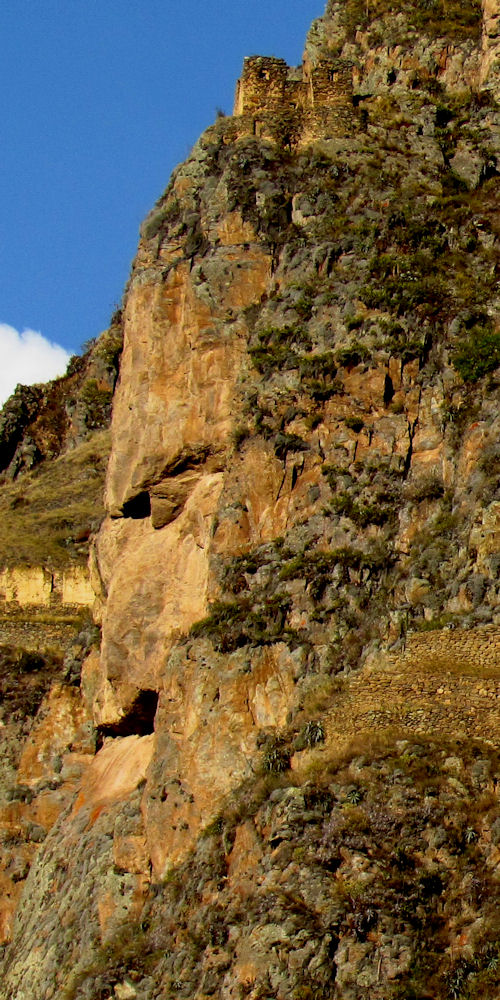
صورة فيراكوتشا أو تونوبا بالحجر على الجبل بينكويلونا يطل على أولانتايتامبو: كان فيراكوتشا الإله الخالق لأساطير ما قبل الإنكا والإنكا.

في حوالي منتصف القرن الخامس عشر، باتشاكوتي إمبراطور الإنكا غزا ودمر أولانتايتامبو. تم دمج المدينة والمنطقة المجاورة في ممتلكاته الشخصية. أعاد الإمبراطور بناء المدينة ببناءات فخمة وقام بأعمال واسعة من بناء المدرجات الزراعية وأعمال الري في وادي أوروبامبا. قدمت البلدة سكنًا لنبلاء الإنكا، في حين أن ياناكونا، حكام الإمبراطور، قاموا بتشييد المدرجات الزراعية. بعد وفاة باتشاكوتي، أصبحت تحت إدارة عشيرة عائلته. خلال الغزو الإسباني لبيرو، أولانتايتامبو كانت بمثابة عاصمة مؤقتة لمانكو إنكا، زعيم المقاومة الوطنية ضد الغزاة. قام بتحصين المدينة ومداخلها في اتجاه عاصمة الإنكا السابقة كوسكو، التي سقطت تحت الهيمنة الإسبانية. في عام 1536، في سهل ماسكابامبا، بالقرب من أولانتايتامبو، هزم مانكو إنكا بعثة إسبانية، ومنع تقدمهم من مجموعة من المدرجات العالية وأغرق السهول.:453 على الرغم من انتصاره، إلا أن مانكو إنكا لا يمكنه الإستمرار في الصمود، لذا في العام التالي، انسحب إلى الغابات الكثيفة في فيلكابامبا، حيث أسس ولاية نيو إنكا. في عام 1540، خضع السكان الأصليين في أولانتايتامبو إلى نظام العبودية المسمى ب(انکومیاندا) لـهيرناندو بيزارو. في القرن التاسع عشر، جذبت أطلال الإنكا في أولانتايتامبو انتباه العديد من المستكشفين الأجانب. من بينها، نشر كليمنتس ماركهام وإفرايم سكواير وتشارلز وينر وإرنست ميدندورف روايات عن النتائج التي توصلوا إليها. توقف حيرام بينغهام الثالث هنا في عام 1911 في رحلته إلى نهر أوروبامبا بحثًا عن ماتشو بيتشو.

## الوصف
تقع بلدة أولانتايتامبو على طول نهر باتاكانشا، بالقرب من النقطة التي تنضم فيها إلى نهر ويلكانوتا. تقع المستوطنة الرئيسية على الضفة اليسرى من نهر باتاكانشا مع مجمع سكني أصغر يسمى أراخاما على الضفة اليمنى. يقع مركز احتفالات الإنكا الرئيسي خارج أراخاما على تلة تسمى سيرو باندوليستا. توجد العديد من هياكل الإنكا في المناطق المحيطة، وفيما يلي وصف موجز للمواقع الرئيسية.

### مدينة

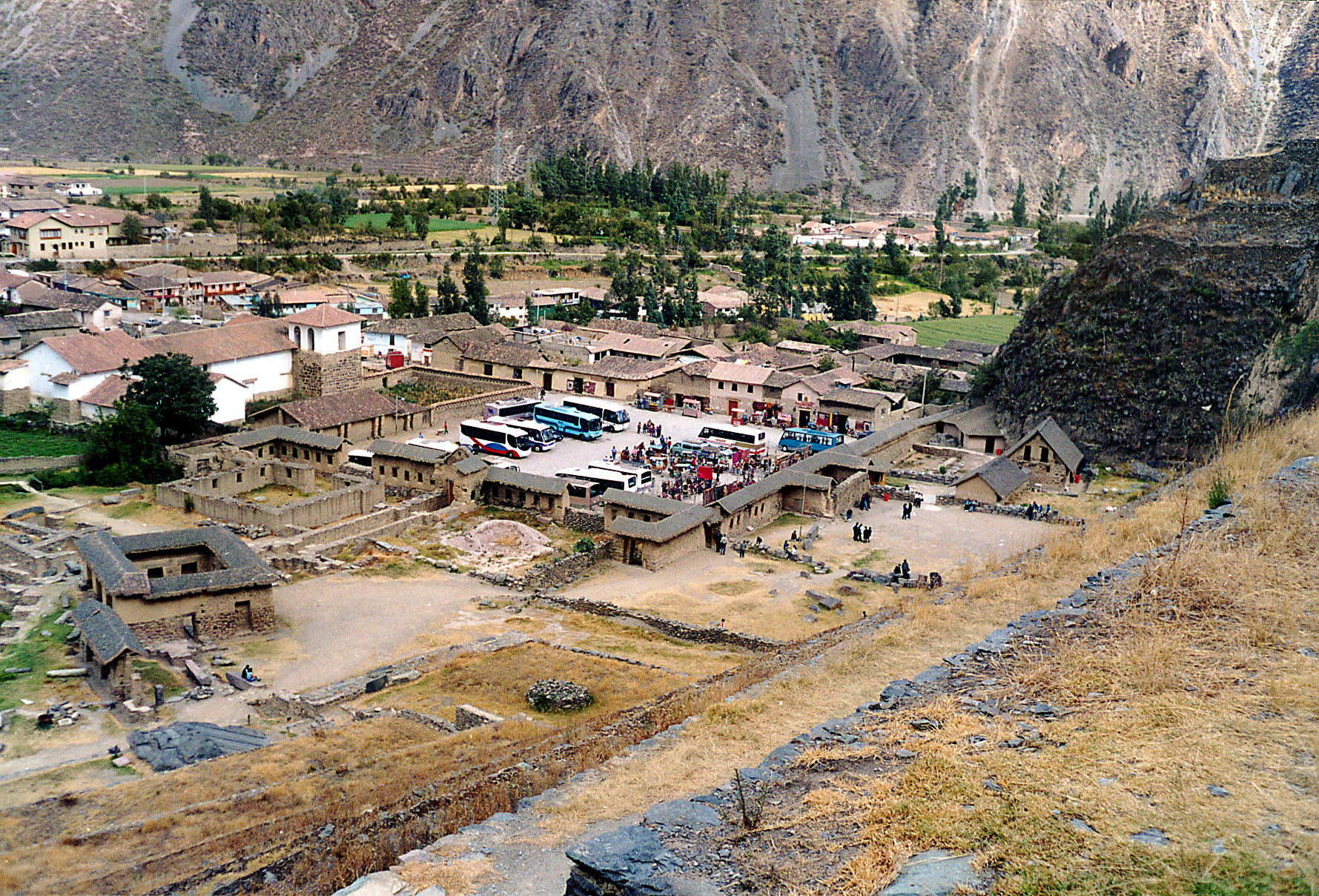
أراخاما وساحة مانياراكي

تحتوي المناطق السكنية الرئيسية في أولانتايتامبو على تخطيط متعامد مع أربعة شوارع طولية تتقاطع فيها سبعة شوارع متوازية. في وسط هذه الشبكة، الإنكا قامت ببناء ساحة كبيرة ربما يصل حجمها إلى أربع مناطق سكنية. كان ممتداً إلى الشرق وتحيط به قاعات والمباني السكنية على جوانبها الثلاثة الأخرى. تم بناء جميع الكتل في النصف الجنوبي من المدينة بنفس التصميم، كل منها يتكون من مجمعين من الكانشا، محاطة بأسوار مع أربعة مباني من غرفة واحدة حول فناء مركزي. المباني في النصف الشمالي أكثر تنوعًا في التصميم، ومع ذلك، فإن معظمهم في حالة سيئة بحيث يصعب تأسيس تخطيطها الأصلي.

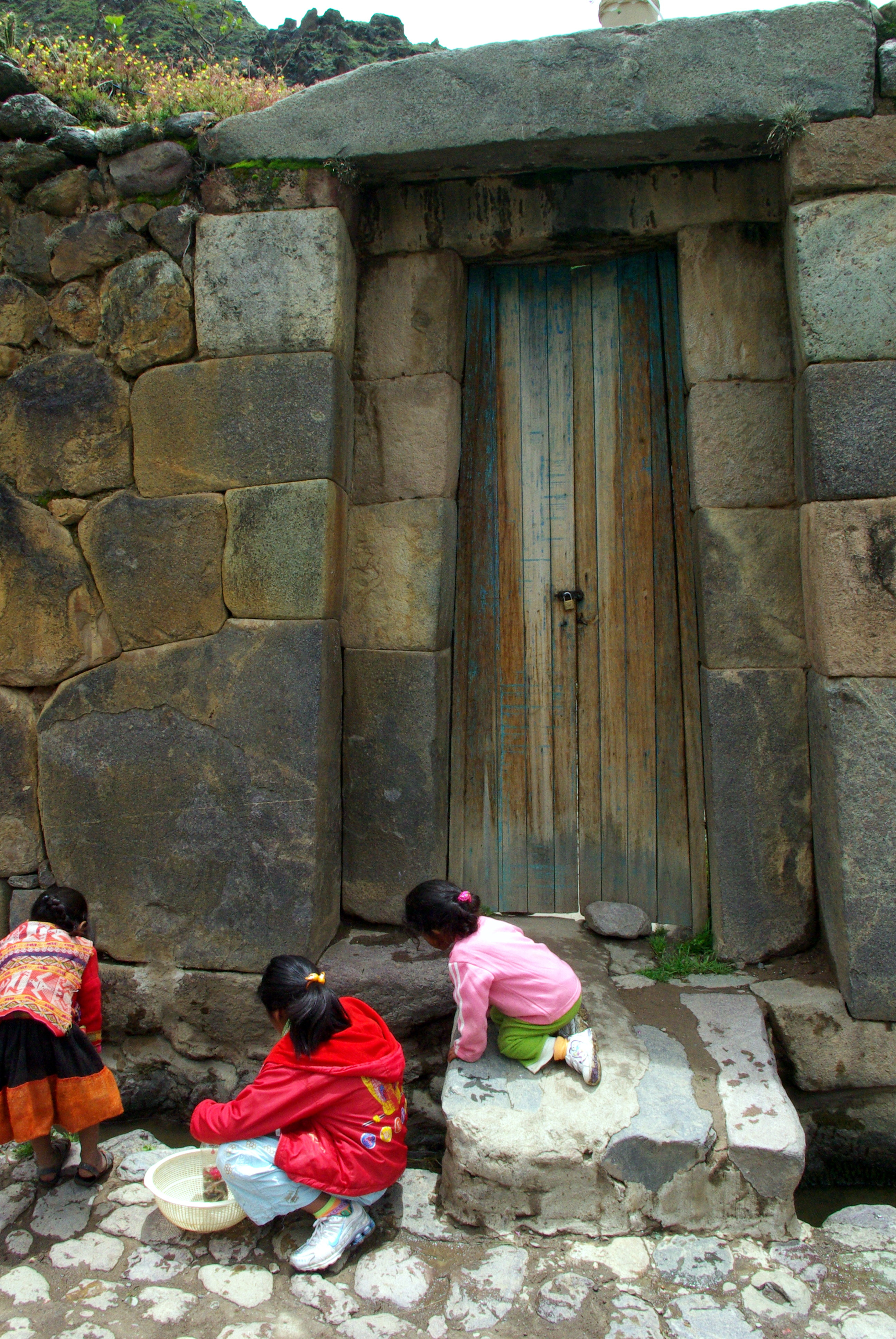
مدخل إنكا نموذجي لا يزال يستخدم في البلدة: العتبات الحجرية المفردة هي علامة على الأهمية.

يرجع تاريخ أولانتايتامبو إلى أواخر القرن الخامس عشر ولديها بعض أقدم المساكن المستوطنة في أمريكا الجنوبية. تم تعديل تصميمها ومبانيها بدرجات مختلفة من خلال الإنشاءات اللاحقة، على سبيل المثال، على الحافة الجنوبية للمدينة، الإنكا أعادت بنائها مع مدخل أصلي للبلدة لتكون ساحة أرماس محاطة بالمباني الاستعمارية والجمهورية. كما اختفت الساحة في وسط البلدة، حيث تم بناء العديد من المباني عليها في العصور الاستعمارية.
أراخاما هي امتداد غربي للمستوطنة الرئيسية عبر نهر باتاكانشا. وتتميز بساحة كبيرة تسمى مانياراكي، وتحيط بها الإنشاءات المصنوعة من أحجار من الطوب والأحجار الفاصلة. هذه المباني لديها مساحة أكبر بكثير من نظيراتها في المستوطنة الرئيسية، لديها أيضا جدران طويلة جدا وأبواب كبيرة. إلى الجنوب مباني أخرى، لكنها أصغر حجماً ومبنية من الأحجار الميدانية. تم احتلال آرخاما باستمرار منذ فترة الإنكا، كما تظهر الكنيسة الكاثوليكية الرومانية على الجانب الشرقي من الساحة. إلى الشمال من مانياراكي هناك العديد من الملاجئ الحجرية المنحوتة والوجوه الصخرية المنحوتة وأعمال المياه المتقنة. وهي تشمل معبد أغوا وحمام نستا.

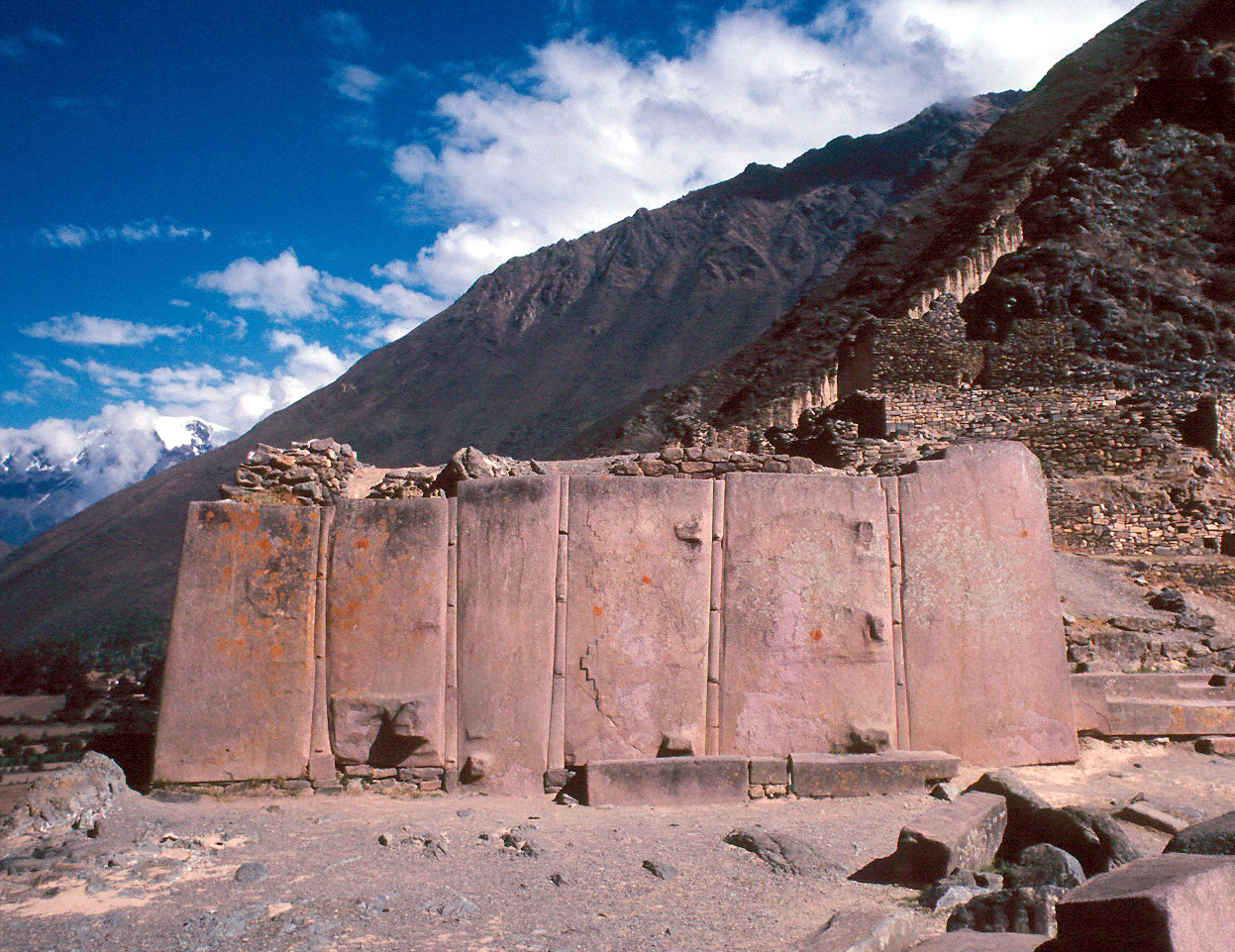
حائط الأحجار الست

### معبد التل
يحد (أراخاما Araqhama) من الغرب (سيرو باندوليستا)، وهو تلة شديدة الانحدار بنيت عليها الإنكا مركزًا احتفاليًا. الجزء من التلة المواجة للبلدة تم بناء فيه مدرجات بوماتاليس، المزخرفة على كلا الجانبين من نتوءات الصخور. نظرًا للطابع المثير للإعجاب لهذه المدرجات، يُعرف معبد التلة عادة باسم القلعة، ولكن هذا خطأ في التسمية، حيث كانت الوظائف الرئيسية لهذا الموقع دينية. الوصول الرئيسي إلى المركز الاحتفالي هو سلسلة من السلالم التي تصعد إلى قمة المدرجات المعقدة. عند هذه النقطة، ينقسم الموقع إلى ثلاث مناطق رئيسية: القطاع الأوسط، مباشرة أمام المدرجات، قطاع المعبد، إلى الجنوب، والقطاع الجنائزي إلى الشمال.
تم بناء قطاع المعبد من الأحجار المقطوعة والمركبة على النقيض من القطاعين الآخرين في معبد التل، والمصنوعين من الأحجار الميدانية. يمكن الوصول إليه عن طريق درج ينتهي على مدرجات مع بوابة نصف مكتملة وسياج به عشر منافذ، وهو مبنى من غرفة واحدة. خلفها مساحة مفتوحة تحتوي على منصة المقعد المنحوت وجدارين أثريين غير مكتملين. الهيكل الرئيسي للقطاع بأكمله هو معبد الشمس، وهو مبنى غير مكتمل يتميز بجدار الأحجار الست. يوجد في القطاعين الأوسط والجنائزي العديد من المباني المتعامدة، بعضها تتكون من طابقين. يوجد أيضا، نوافير عديدة في القطاع الأوسط.

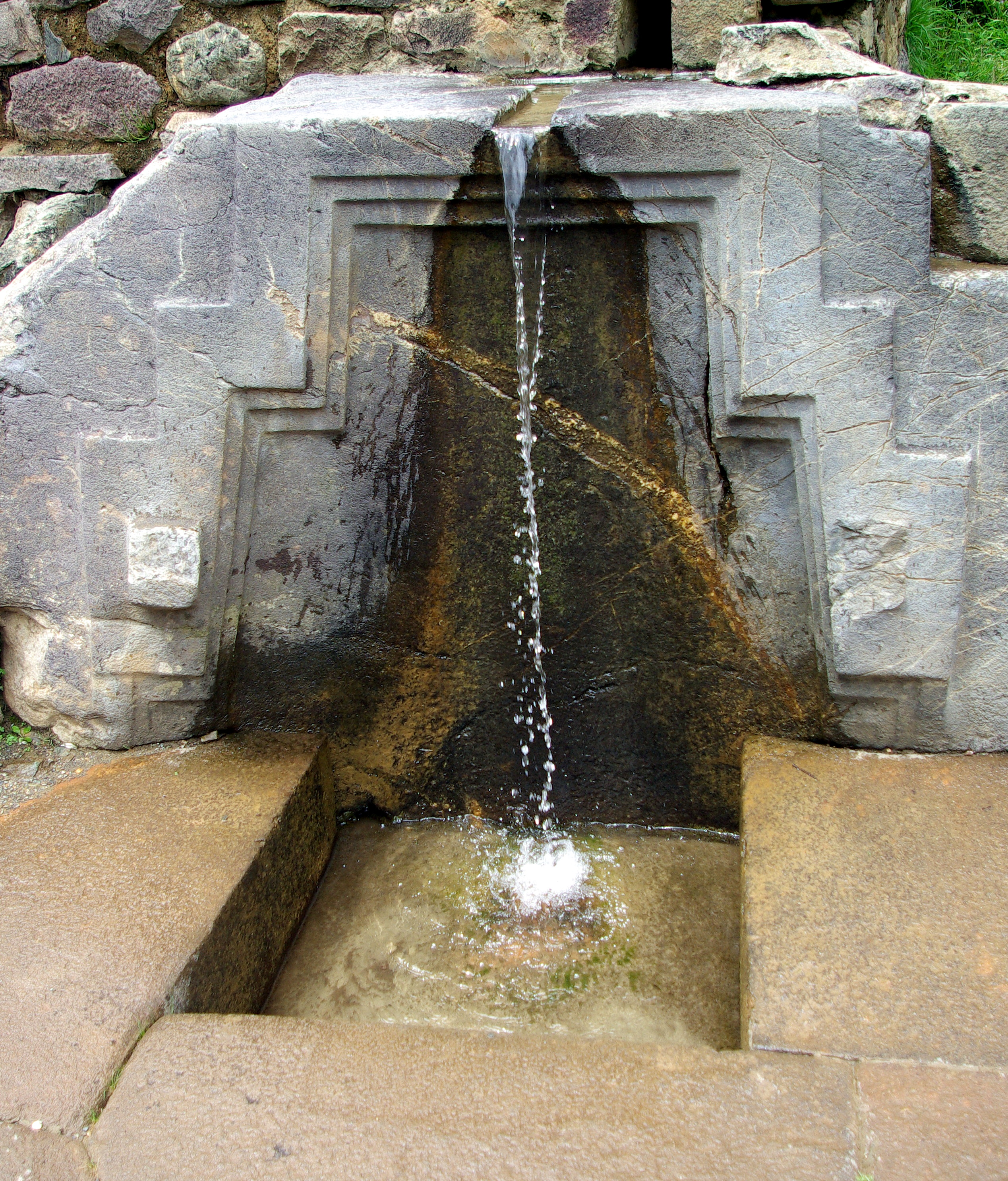
" حمام الأميرة "، ينبوع عند قاعدة الأنقاض

تشير الهياكل غير المكتملة في معبد التل والعديد من الكتل الحجرية التي تملأ الموقع إلى أنها كانت لا تزال قيد الإنشاء في وقت هجرها. تظهر بعض الكتل دليلاً على إزالتها من الجدران النهائية، مما يوفر دليلاً على أن هناك جهودًا كبيرة لإعادة البناء جارية أيضًا. الحدث الذي أوقف البناء في تل المعبد غير معروف. من بين تلك الإحتمالات حرب الإنكا المتوالية بين هوسكار و أتاهوالبا، أو الغزو الإسباني لبيرو، وتراجع مانكو إنكا من أولانتايتامبو إلى فيلكابامبا.

### المدرجات

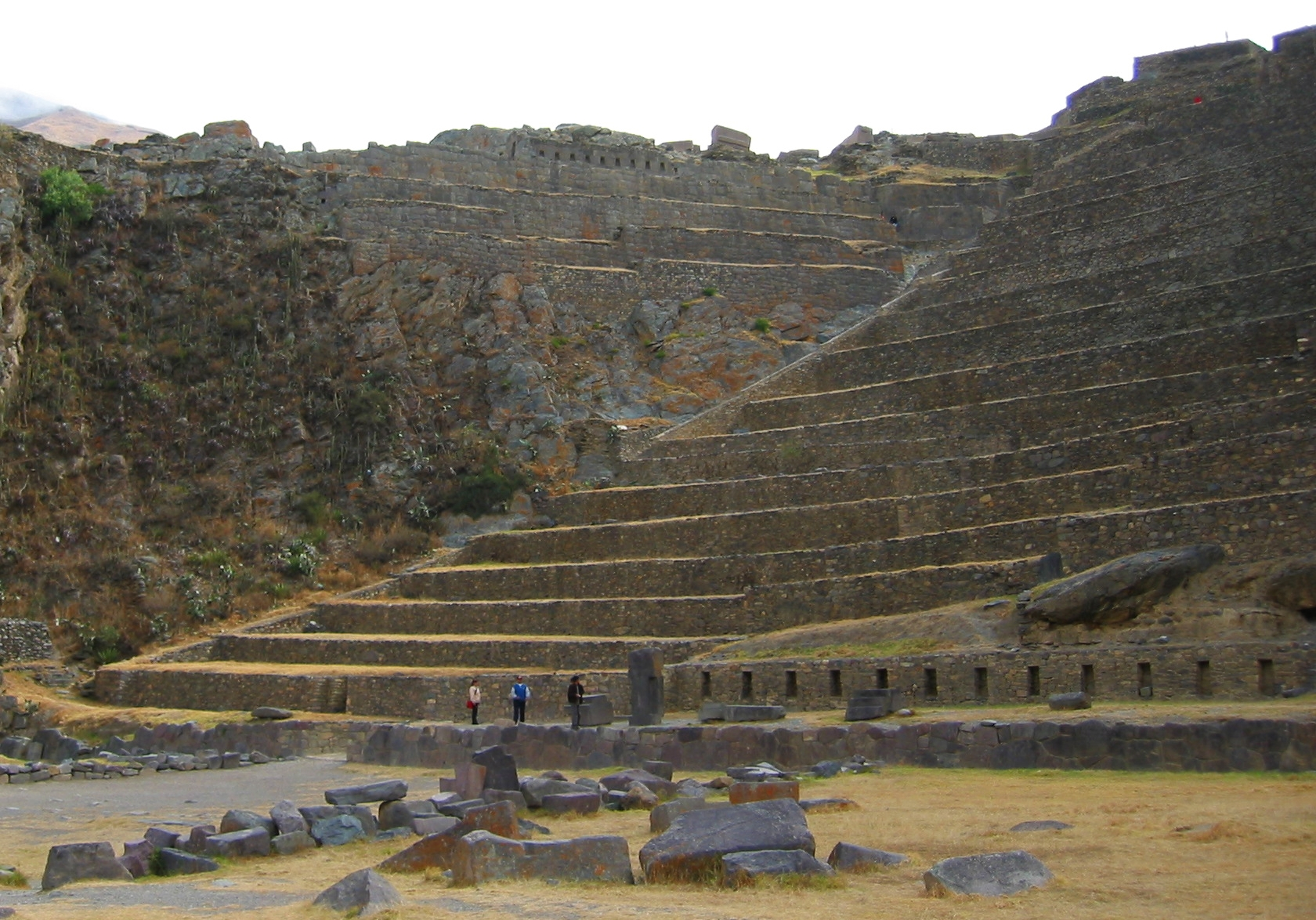
مدرجات بوماتاليس

تمت تغطية وديان نهري أوروبامبا وباتاكانشا على طول أولانتايتامبو بمجموعة واسعة من المدرجات الزراعية أو تسمى (الأندينز) التي تبدأ في أسفل الوديان وتتسلق التلال المحيطة بها. ساعد بناء الأندينز بالزراعة على أرض غير صالحة للاستعمال، كما سمحوا للإنكا بالاستفادة من المناطق البيئية المختلفة التي خلقتها الاختلافات في الارتفاع  تم بناء المدرجات في أولانتايتامبو على مستوى أعلى من المدرجات الزراعية للإنكا الشائعة، على سبيل المثال، لديهم جدران أعلى مصنوعة من الحجارة المقطوعة بدلاً من الأحجار الميدانية الخشنة. عُثِر على هذا النوع من المدرجات العالية المكانة أيضًا في عقارات إنكا الملكية الأخرى مثل (شينتشيرو) و(بيساك) و(يوكاي). تبدأ مجموعة من المدرجات الهابطة جنوب ساحة أرماس في أولانتايتامبو، وتمتد على طول الطريق إلى نهر أوروبامبا. يبلغ طولها حوالي 700 م وعرضها 60 م وتصل إلى 15 م تحت مستوى المدرجات المحيطة، بسبب شكلها، تسمى كاليخون، الكلمة الإسبانية للزقاق. الأرض داخل كاليخون محمية من الرياح بجدران جانبية تمتص أيضًا الإشعاع الشمسي أثناء النهار وتطلقه أثناء الليل، هذا يخلق منطقة مناخية دافئة من 2 إلى 3 درجات مئوية أكثر من الأرض فوقها. سمحت هذه الظروف للإنكا بزراعة أنواع من النباتات الأصلية على ارتفاعات أقل لم تكن لتزدهر في هذا الموقع. في الطرف الجنوبي من كاليخون، يطل على نهر أوروبامبا، وهو موقع إنكا يسمى كويلو راكاي. تشكل المباني المترابطة والساحات المتداخلة تصميمًا غير عادي تمامًا على عكس هياكل الغرفة المفردة الشائعة في عمارة الإنكا. بما أن الموقع معزول عن بقية مدينة أولانتايتامبو وتحيط به مدرجات متقنة، فقد كان مؤهل ليكون به قصر بني للإمبراطور باتشاكوتي.

### المخازن

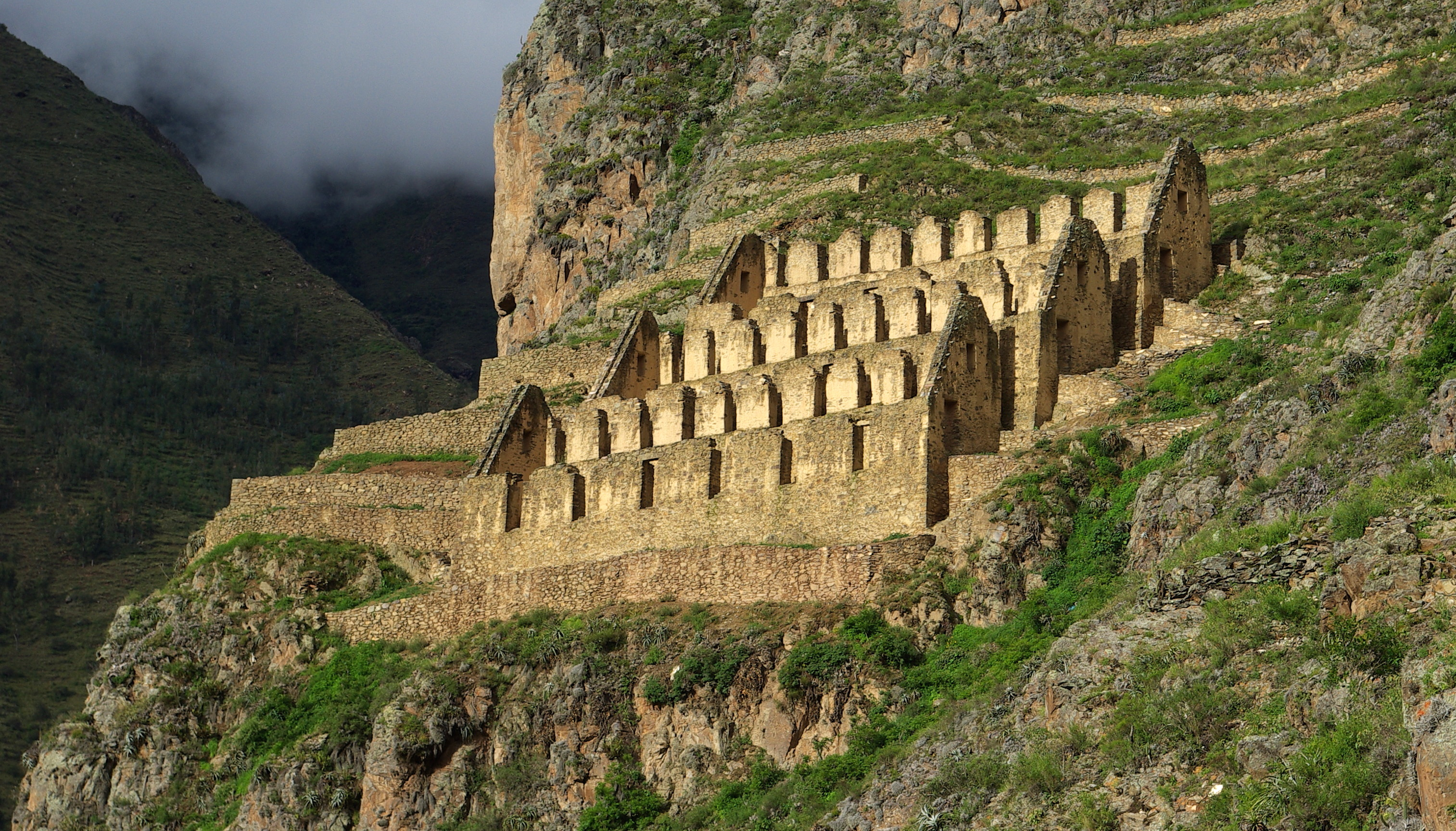
بينكويلونا, مخازن إنكا بالقرب من أولانتايتامبو

شيد الإنكا عدة مخازن أو (قلقا)  ((بالكتشوا: qollqa)‏) من الأحجار الميدانية على التلال المحيطة بـأولانتايتامبو. موقعها على ارتفاعات عالية، حيث تحدث المزيد من الرياح ودرجات حرارة منخفضة، حمى محتوياتها من التسوس. لتعزيز هذا التأثير، تتميز مخازن أو قلقا أولانتايتامبو بأنظمة التهوية. ويعتقد أنها استخدمت لتخزين إنتاج المدرجات الزراعية حول الموقع. كان يتم سكب الحبوب في النوافذ على الجانب العلوي من كل مبنى، ثم يتم تفريغها من خلال النافذة الجانبية المنحدرة.

### المحاجر
تقع المحاجر الرئيسية في أولانتايتامبو في (كاتشيخاتا Kachiqhata)، في وادي عبر نهر أوروبامبا على بعد حوالي 5 كم من المدينة. يحتوي الموقع على ثلاث مناطق محاجر رئيسية: (مولوبوركو Mullup'urku) و(كانتيرايوك Kantirayoq) و(سيركوسيركويوك Sirkusirkuyoq)، كلهم قدموا كتل من أحجار ريوليت للمباني المتقنة في معبد التل. ربطت شبكة معقدة من الطرق والمنحدرات والمنخفضات بمناطق البناء الرئيسية. يوجد في المحاجر عدة أبراج دفن تسمى (كولبا)، وهي أبراج حجرية صغيرة تستخدم كمواقع دفن في عصور ما قبل الغزو الإسباني.

### الدفاعات
بما أن أولانتايتامبو محاطة بالجبال، وطرق الوصول الرئيسية لها تمتد على طول وادي أوروبامبا، هناك، بنى الإنكا طرقاً تربط الموقع مع ماتشو بيتشو إلى الغرب و(بيزاك) إلى الشرق. خلال الغزو الإسباني لبيرو، قام الإمبراطور مانكو إنكا بتحصين الضفة الشرقية لصد الهجمات الإسبانية من كوسكو خلال معركة أولانتايتامبو. كان خط الدفاع الأول عبارة عن ضفة شديدة الانحدار من المدرجات في (باتشار)، بالقرب من التقاء نهري أنتا وأوروبامبا. خلفه، قام الإنكا بشق طريقين خلال أوروبامبا ليعبروا الوادي من اليمين إلى اليسار والعكس، مدعومين بتحصينات (تشوكانا) على الضفة اليسرى و(إنكابنتاي) على الضفة اليمنى. أمامهم، في سهل ماسكابامبا، يوجد 11 مدرج مرتفعاً يغلق الوادي بين الجبال ووادي عميق أسفل أوروبامبا. كانت الطريقة الوحيدة للمتابعة من خلال بوابة تيوبونكو، جدار دفاعي كثيف مع مدخلين ضيقين. إلى الغرب من أولانتايتامبو، دافع الحصن الصغير (تشوكويكيلكا) عن الطريق إلى ماتشو بيتشو. في حالة تجاوز هذه التحصينات، قدم معبد التل ومدرجاته العالية خط دفاع أخير ضد الغزاة.